# Anopheles samarensis
Anopheles samarensis este o specie de țânțari din genul Anopheles, descrisă de Rozeboom în anul 1951.
Este endemică în Filipine. Conform Catalogue of Life specia Anopheles samarensis nu are subspecii cunoscute.